# Sepsi SIC
A Sepsi SIC Sepsiszentgyörgy város első osztályú női kosárlabdacsapata. Elődje, a Sepsi BC 2012-ben megszűnt, s a Sepsi SIC vette át a helyét. A klub jelenleg a román bajnokságban játszik, de már szerepelt a női Európa Kupában is.
A "SIC" Székelyföld rövidítésére utal.

## Történet

### A kezdetek
A sepsiszentgyörgyi női kosárlabda története a Mikes Kelemen Gimnázium csapatával kezdődik, a Mikes Kelemen ISK, mely 2007-ben érte el az elitet. A csapat egy évvel később elhódította a Román Kupát, amely egyben a város első címe volt. 2008-ban és 2009-ben a második, 2010-ben pedig a bajnokság harmadik helyét szerezte meg a Mikes Kelemen Gimnázium gárdája, amelyet 2009-ben Sepsi BC névre kereszteltek át. Az együttes kétszer is bejutott a női Európa Kupába, azaz a másodszámú verseny a kontinensen, ahol mindkét alkalommal a nyolcaddöntőben búcsúzott a Cras Basket Taranto, illetve a Zaragozával szemben. 2011-ben BBALL6 Sepsi BC néven szerepelt a csapat. A 2011–12-es szezonban súlyos anyagi gondokkal küzdött a klub, hat meccset el is kellett halasztania, majd az évadot önkormányzati segítséggel sikerült befejeznie. Aztán azonban már nem maradt más választás a vezetőségnek, mint a klub megszüntetése. A város azonban csak pár hónapig maradt női kosárlabdacsapat nélkül. Rövid idő után Sepsi SIC névvel újjászületett az együttes a Megyei Tanács, az önkormányzat és a Tega Rt. nevű cég támogatásával. Új vezetők kerültek az élére, s többek között a Sepsi BC egykori edzője és játékosai érkeztek.

### Az utód
A 2012–13-as szezonban tehát már a Sepsi SIC szerepelt. A csapatnak sikerült bejutnia a Román Kupa négyesdöntőjébe, melyet Gyulafehérvárott rendeztek. A bajnokságban is bejutott a rájátszásba a Sepsi SIC, a negyeddöntőben azonban két - súlyos - vereséget szenvedett a Gyulafehérvár ellen. Azonban, mivel egyik román klub sem vállalta a nemzetközi kupaszereplést, a Szentgyörgy került be a 2013–14-es Európa Kupa csoportkörébe, ahonnan viszont nem sikerült továbbjutnia. A bajnokságban pedig mind az elődöntőben az Arad ellen, mind a bronzmérkőzésen a Gyulafehérvárral szemben kétszer kikapott. A 2014-15-ös évad volt a Sepsi SIC története legeredményesebb szezonja. Elsősorban, mert Sepsiszentgyörgy rendezhette a Román Kupa négyesdöntőjét, amelyben telt ház előtt 61-54-re diadalmaskodott a fináléban a Gyulafehérvár együttese ellen. Aztán pedig végre bajnoki döntőt játszott a csapat, méghozzá a címvédő Tergovistye ellen. Két bravúros hazai győzelmet követően azonban kétszer kikapott Tergovistyében a Sepsi SIC, majd a mindent eldöntő ötödik meccsen is vereséget szenvedett a Szabó Kati Sportcsarnokban. Ennek ellenére is szép szezont zárt a szentgyörgyi csapat, hiszen a klub történetében még soha nem szerzett két érmet ugyanabban az évadban a Sepsi SIC.

## Játékoskeret

### Jelenlegi keret
| Játékosok | Technikai stáb |         |                   |          |                              |
| \| Poszt \| Mezszám \| Ország \| Név \| Magasság \| Életkor \| \| ----- \| ------- \| ------ \| ----------------- \| -------- \| ---------------------------- \| \| 5 \| 32 \| \| Jasmine Watson \| 190 cm \| 1991. április 6. (33 éves) \| \| 1 \| 21 \| \| Samantha Prahalis \| 170 cm \| 1990. január 23. (35 éves) \| \| 2 \| 5 \| \| Kalis Loyd \| 188 cm \| 1989. április 5. (35 éves) \| \| 4 \| 8 \| \| Nataša Ivančević \| 188 cm \| 1981. január 1. (44 éves) \| \| 5 \| 13 \| \| Florina Pașcalău \| 196 cm \| 1982. január 19. (43 éves) \| \| 5 \| 10 \| \| Zorica Mitov \| 189 cm \| 1987. március 17. (38 éves) \| \| 3 \| 14 \| \| Lejla Bejtić \| 175 cm \| 1985. január 1. (40 éves) \| \| 3 \| 22 \| \| Elena Dincă \| 179 cm \| 1984. február 29. (41 éves) \| \| 1 \| 23 \| \| Kelemen Kincső \| 174 cm \| 1996. március 7. (29 éves) \| \| 1 \| 25 \| \| Kászoni Boglárka \| \| 1996. április 29. (28 éves) \| \| 3 \| 12 \| \| Sinka Andrea \| 179 cm \| 1991. január 1. (34 éves) \| \| 4 \| 24 \| \| Debreczi Iringó \| 183 cm \| 1996. november 17. (28 éves) \| \| 4–5 \| 7 \| \| Kokovay Melánia \| 182 cm \| 1995. december 16. (28 éves) \| \| 5 \| 18 \| \| Szabó Bernadett \| 180 cm \| 1997. július 7. (27 éves) \| \| 1 \| 20 \| \| Csulak Noémi \| 169 cm \| 1997. november 10. (27 éves) \| \| 3 \| 6 \| \| Veres Adrienn \| \| 1997. november 30. (27 éves) \| | Vezetőedző Zoran Mikes Segédedző Nemes Áron Erőnléti edző Kolozsi Hunor Masszőr Bartók Botond Szakosztályvezető Rusz István |         |                   |          |                              |
| Poszt | Mezszám | Ország  | Név               | Magasság | Életkor                      |
| 5 | 32 | USA     | Jasmine Watson    | 190 cm   | 1991. április 6. (33 éves)   |
| 1 | 21 | USA     | Samantha Prahalis | 170 cm   | 1990. január 23. (35 éves)   |
| 2 | 5 | svéd    | Kalis Loyd        | 188 cm   | 1989. április 5. (35 éves)   |
| 4 | 8 | Szerbia | Nataša Ivančević  | 188 cm   | 1981. január 1. (44 éves)    |
| 5 | 13 | Románia | Florina Pașcalău  | 196 cm   | 1982. január 19. (43 éves)   |
| 5 | 10 | szerb   | Zorica Mitov      | 189 cm   | 1987. március 17. (38 éves)  |
| 3 | 14 | bosnyák | Lejla Bejtić      | 175 cm   | 1985. január 1. (40 éves)    |
| 3 | 22 | Románia | Elena Dincă       | 179 cm   | 1984. február 29. (41 éves)  |
| 1 | 23 | román   | Kelemen Kincső    | 174 cm   | 1996. március 7. (29 éves)   |
| 1 | 25 | román   | Kászoni Boglárka  |          | 1996. április 29. (28 éves)  |
| 3 | 12 | román   | Sinka Andrea      | 179 cm   | 1991. január 1. (34 éves)    |
| 4 | 24 | román   | Debreczi Iringó   | 183 cm   | 1996. november 17. (28 éves) |
| 4–5 | 7 | román   | Kokovay Melánia   | 182 cm   | 1995. december 16. (28 éves) |
| 5 | 18 | román   | Szabó Bernadett   | 180 cm   | 1997. július 7. (27 éves)    |
| 1 | 20 | román   | Csulak Noémi      | 169 cm   | 1997. november 10. (27 éves) |
| 3 | 6 | román   | Veres Adrienn     |          | 1997. november 30. (27 éves) |

| Poszt | Mezszám | Ország  | Név               | Magasság | Életkor                      |
| ----- | ------- | ------- | ----------------- | -------- | ---------------------------- |
| 5     | 32      | USA     | Jasmine Watson    | 190 cm   | 1991. április 6. (33 éves)   |
| 1     | 21      | USA     | Samantha Prahalis | 170 cm   | 1990. január 23. (35 éves)   |
| 2     | 5       | svéd    | Kalis Loyd        | 188 cm   | 1989. április 5. (35 éves)   |
| 4     | 8       | Szerbia | Nataša Ivančević  | 188 cm   | 1981. január 1. (44 éves)    |
| 5     | 13      | Románia | Florina Pașcalău  | 196 cm   | 1982. január 19. (43 éves)   |
| 5     | 10      | szerb   | Zorica Mitov      | 189 cm   | 1987. március 17. (38 éves)  |
| 3     | 14      | bosnyák | Lejla Bejtić      | 175 cm   | 1985. január 1. (40 éves)    |
| 3     | 22      | Románia | Elena Dincă       | 179 cm   | 1984. február 29. (41 éves)  |
| 1     | 23      | román   | Kelemen Kincső    | 174 cm   | 1996. március 7. (29 éves)   |
| 1     | 25      | román   | Kászoni Boglárka  |          | 1996. április 29. (28 éves)  |
| 3     | 12      | román   | Sinka Andrea      | 179 cm   | 1991. január 1. (34 éves)    |
| 4     | 24      | román   | Debreczi Iringó   | 183 cm   | 1996. november 17. (28 éves) |
| 4–5   | 7       | román   | Kokovay Melánia   | 182 cm   | 1995. december 16. (28 éves) |
| 5     | 18      | román   | Szabó Bernadett   | 180 cm   | 1997. július 7. (27 éves)    |
| 1     | 20      | román   | Csulak Noémi      | 169 cm   | 1997. november 10. (27 éves) |
| 3     | 6       | román   | Veres Adrienn     |          | 1997. november 30. (27 éves) |